# Happy Town
 (août 2018).
Happy Town est une série télévisée américaine en huit épisodes de 42 minutes, créée par Josh Appelbaum, André Nemec et Scott Rosenberg dont seulement six épisodes ont été diffusés entre le 28 avril et le 16 juin 2010 sur le réseau ABC et sur /A\ au Canada.
En France, la série a été diffusée à partir du 6 janvier 2011 sur Canal+. Elle reste inédite dans les autres pays francophones.

## Synopsis
Surnommée « Happy Town » en raison de sa douceur de vivre, la petite ville d'Haplin, dans le Minnesota est bouleversée lorsqu'un nouveau crime se produit : un homme, Jerry Friddle, est tué sauvagement dans une cabane. Sept ans plus tôt, une série d'enlèvements non élucidés avait été attribuée à un mystérieux individu surnommé « The Magic Man ». Certains pensent qu'il est de retour...
Une jeune femme, Henley Boone, arrive alors dans la ville avec des intentions troubles.
Pris d'une crise de folie le shérif Griffin Conroy se tranche la main. Son fils Tommy le remplace au pied levé, adoubé par la maire Peggy Halgin. 
Lorsque Tommy découvre que Big Dave, son meilleur ami, a tué Jerry Friddle, en croyant qu'il s'agissait du Magic Man, il refuse de l'arrêter. Lorsque Rachel, la femme de Tommy est enlevée, le retour du « Magic Man » devient certain.
Le bras fraîchement coupé d'une femme disparue est retrouvé dans l'usine de John Haplin, ce qui veut dire que les personnes enlevées sont probablement en vie. Rachel est retrouvée mais elle ne se souvient de rien.
Plusieurs personnes sont tour à tour suspectées : Greggy Stiviletto, qui vient juste d'être libéré de prison, John Haplin (bien que sa fille a été enlevée), Merritt Grieves, un nouveau venu dans la ville qui semble en savoir plus qu'il ne dit, et Dan Farmer, un agent extérieur aux méthodes particulières.

## Distribution

### Acteurs principaux
- Geoff Stults (V. F. : Yann Peira) : Tommy Conroy
- Lauren German (V. F. : Laurence Sacquet) : Henley Boone
- Amy Acker (V. F. : Léa Gabrièle) : Rachel Conroy
- Robert Wisdom (V. F. : Jean-Louis Faure) : Roger Hobbes
- Sarah Gadon (V. F. : Olivia Luccioni) : Georgia Bravin
- Jay Paulson (V. F. : Taric Mehani) : Eli « Root Beer » Rogers
- Ben Schnetzer (V. F. : Fabrice Trojani) : Andrew Haplin
- Steven Weber (V. F. : Constantin Pappas) : John Haplin
- Peter Outerbridge (V. F. : Éric Legrand) : Dan Farmer
- Sam Neill (V. F. : Hervé Bellon) : Merritt Grieves

### Acteurs récurrents
- M. C. Gainey (V. F. : François Siener) : shérif Griffin Conroy
- Frances Conroy (V. F. : Anne Rochant) : Peggy Haplin
- Abraham Benrubi (V. F. : Bruno Carna) : Big Dave Duncan
- Warren Christie (V. F. : Mathias Kozlowski) : Greggy Stiviletto
- Dan Petronijevic (V. F. : Laurent Larcher) : Ronald Stiviletto
- Maxwell McCabe-Lokos (en) (V. F. : Vincent Ropion) : Lincoln Stiviletto
- Natalie Brown (V. F. : Marjorie Frantz) : Carol Haplin
- Marcia Bennett : Rose Perkins
- Sophia Ewaniuk (en) : Emma Conroy
- Lynne Griffin : Dot Meadows

- Version française
  - Société de doublage : Dubbing Brothers[3]
  - Direction artistique : Vanina Pradier[3]
  - Adaptation des dialogues : Igor Conroux et Christine de Cherisey[3]

Sources V. F. : Doublage Séries Database

## Épisodes
1. Un petit coin de paradis (In This Home on Ice)
2. L'étage interdit (I Came to Haplin for the Waters)
3. Mauvais présage (Polly Wants a Crack at Her)
4. Un bouquet de fleurs mortes (Slight of Hand)
5. Le mystère s'épaissit (This Is Why We Stay)
6. La traque (Questions and Antlers)
7. Révélations (Dallas Alice Doesn't Live here Anymore)
8. Un crocodile au bal de promo (Blame It on Rio Bravo)

## Diffusion aux États-Unis
Faute d'audience après la diffusion des trois premiers épisodes, la chaîne ABC a annoncé repousser de deux semaines la diffusion des cinq épisodes suivants. 
Le 18 juin 2010, ABC a officiellement annoncé l'arrêt de la série en raison d'audiences insuffisantes. Finalement, les deux derniers épisodes ont uniquement été diffusés sur le site internet de la chaîne aux États-Unis. La fin de la série est de type ouverte, sans suite prévue.